# 대공포 (프랑스 혁명)
대공포(프랑스어: Grande Peur)는 프랑스 혁명이 시작될 무렵인 1789년 7월 22일부터 8월 6일까지 발생한 전반적인 공황 상태였다. 봄부터 곡물 부족이 심화되면서 프랑스에서는 농촌의 불안이 계속되고 있었다. 귀족들이 인구를 굶어 죽이거나 불태워 죽이려는 "기근 음모"를 꾸민다는 소문이 퍼지면서 많은 지역에서 농민과 도시 사람들이 동원되었다.
그러한 소문에 대한 반응으로, 두려움에 질린 농민들은 스스로를 방어하기 위해 무장했고, 일부 지역에서는 매너하우스를 공격했다. 소문의 내용은 다양했다. 일부 지역에서는 외세가 밭의 작물을 태우고 있다고 믿었으며, 다른 지역에서는 강도들이 건물을 태우고 있다고 믿었다. 농민 반란에 대한 두려움은 8월 포고령을 통해 프랑스에서 봉건제를 폐지하는 데 기여했다.

## 원인
프랑스 역사가 조르주 르페브르는 시골에서의 봉기가 놀라울 정도로 상세하게 추적될 수 있음을 보여주었다. 이 봉기는 1789년 여름 사건보다 앞서 경제적, 정치적 원인을 모두 가지고 있었다. 르페브르가 언급했듯이, "농민이 봉기하고 반란을 일으키기 위해, 많은 역사가들이 주장했듯이 프랑스 혁명이 필요했던 것이 아니다. 공황이 닥쳤을 때 그는 이미 일어나 있었다."
농촌 불안은 1788년 봄으로 거슬러 올라가는데, 이때 가뭄이 다가오는 수확의 전망을 위협했다. 아이슬란드의 대규모 1783년 라키 분출 이후 수확량은 이미 부진했다. 여름 동안 폭풍과 홍수 또한 많은 수확량을 파괴하여 영주 세금 감소와 임대료 불이행으로 이어졌다. 서리와 눈은 포도나무를 손상시키고 남부의 밤나무와 올리브 숲을 망쳤다. 시골에서 부랑자 문제가 심각해졌고, 1788년 말 프랑슈콩테와 같은 일부 지역에서는 농민들이 영주에 대항하여 집단 행동을 취하기 위해 모였다. 역사가 메리 킬번 마토시안은 대공포의 원인 중 하나가 환각제 곰팡이인 맥각 섭취 때문이라고 주장한다. 수확량이 좋은 해에는 맥각으로 오염된 호밀을 버렸지만, 수확량이 좋지 않은 해에는 농민들이 그렇게 까다롭게 고를 여유가 없었다.

## 전개
공황은 프랑슈콩테에서 시작되어 론강 계곡을 따라 남쪽으로 프로방스까지, 동쪽으로 알프스산맥 쪽으로, 서쪽으로 프랑스 중앙부로 퍼져나갔다. 거의 동시에, 푸아티에 남쪽의 뤼펙에서 공황이 시작되어 피레네산맥으로, 베리 쪽으로, 그리고 오베르뉴로 퍼져나갔다. 이 봉기는 이웃 마을들이 무장한 농민들을 도적떼로 오인하면서 전반적인 대공포로 합쳐졌다.
농민들이 봉건 귀족 영지와 수도원 영지를 공격하는 동안, 그들의 주된 목표는 영주에게 농민에 대한 봉건적 특권을 부여한 문서를 찾아 파괴하고 불태우는 것이었다고 보고되었다. 일부 경우에는 장원 주택이 문서와 함께 불태워졌다. 수백 채의 장원 주택이 이런 식으로 불탔다고 보고되었으나, 불탄 주택은 공격받은 주택의 소수에 불과했으며, 무분별한 약탈은 없었다. 대부분의 경우, 농민들은 주택을 불태우기보다는 봉건적 특권 문서가 파괴되자 단순히 떠났다. 귀족들은 일반적으로 성에서 도망쳤으며 거의 폭력에 노출되지 않았고, 봉기 종료 후 질서를 회복하기 위해 파견된 민병대에 의해 발견되었다. 농민들에게 붙잡힌 귀족들 중 대부분은 영지를 떠나도록 강요당했으며, 소수는 구타와 굴욕과 같은 학대를 당했다고 보고되었고, 세 건의 경우 영주가 살해되었다.
대공포가 일반적으로 농민과 연관되어 있지만, 모든 봉기는 장인이나 부유한 농민과 같은 일부 엘리트 참여자를 포함하여 지역 사회의 모든 부문을 포함하는 경향이 있었다. 종종 부르주아지는 가난한 농민들만큼 봉건 체제 파괴로부터 얻을 것이 많았다.
대공포의 주요 단계는 8월에 사그라들었지만, 농민 봉기는 1790년까지 계속되었고 프랑스 내 거의 모든 지역(주로 알자스, 로렌, 브르타뉴반도)을 건드리지 않았다. 대공포의 결과로, 1789년 8월 4일 국민의회는 농민을 달래고 더 이상의 농촌 무질서를 막기 위해 영주권을 포함한 봉건 체제를 공식적으로 폐지했다. 이는 사실상 프랑스 귀족들 사이에 전반적인 불안을 야기했다.

## 이전 농민 반란과의 비교
14세기 자크리의 난과 17세기 크로칸 반란과 같은 농민 반란은 프랑스에서 드물지 않았다. 이브마리 베르세는 "농민 반란의 역사"에서 "1789년부터 1792년까지의 농민 반란은 17세기 농민 반란과 많은 공통점을 가지고 있었다: 농촌 공동체의 만장일치, 익숙하지 않은 새로운 세금에 대한 거부, 적대적인 도시인들에 대한 불복, 그리고 왕이 삼부회를 소집하기로 결정하면 세금이 전반적으로 면제될 것이라는 믿음. 이 시기의 정치사가 제시하는 모든 것에도 불구하고, 프랑스 혁명 초기의 농민 소요는 이전 세기의 전형적인 공동체 반란에서 벗어나지 않았다."라고 결론짓는다.
공동체 폭력의 일반적인 원인은 "공동체 전체에 대한 외부로부터의 공격"틀:Uncited quote이었다. 외부인이 불공평하게 높은 빵 가격으로 이득을 취하는 자, 약탈하는 도적, 마녀, 혹은 권력을 남용하는 행정관이든 상관없이 말이다. 16세기와 17세기 봉기에 대한 이 진술은 처음에는 1789년 대공포에도 똑같이 적용되는 것처럼 보인다. 그러나 후자의 한 가지 독특한 측면은 소요의 시작 단계에서 모호한 외부인에 대한 두려움이었다.
도적떼가 영국인인지, 피에몬테인인지, 아니면 단순히 부랑자인지는 쉽게 판단할 수 없었고, 대공포가 가장 넓게 퍼졌을 때 그 적대감이 향한 것은 특정 개인이나 집단이 아니라 봉건제라는 시스템이었다. 이전 반란들은 전복적이지 않았고, 오히려 참가자들이 복원되기를 바랐던 황금시대를 지향했다. 사회정치 체제는 전통과 관습에 대한 최근 변화에 대한 비판을 통해 암묵적으로 유효성을 인정받았다. 진정서(Cahiers de doléances)는 사람들의 의견이 상황과 정책에 직접 영향을 미칠 수 있는 문을 열었으며, 대공포는 이러한 변화를 증명했다.
1789년 대공포와 이전 농민 반란의 가장 두드러진 차이점은 그 범위였다. 대여섯 개의 개별적인 핵에서 시골 전역으로 퍼져나가면서 프랑스 거의 전체가 농촌 봉기에 휩싸였다. 16세기와 17세기에는 반란이 거의 항상 단일 주의 경계 내에 국한되었다. 이러한 규모의 변화는 사회적 불만이 특정 지역의 문제라기보다는 전체 정부 시스템(과 그 비효율성)에 얼마나 깊이 있었는지를 반영한다. 태켓이 주장하듯이, 도적떼에 대한 두려움의 특정 발현(그들이 누구이며 무엇을 공격할 가능성이 가장 높은지)은 지역 상황에 따라 달라질 수 있지만, 도적떼가 다양한 지역 상황에서 전국적으로 농민들에게 진정한 위협으로 인식되었다는 사실은 보다 체계적인 무질서를 시사한다.
크로칸 반란과 1789년 대공포를 비교하면 몇 가지 중요한 유사점과 차이점이 드러난다. 1593년부터 1595년까지 리무쟁과 페리고르에서는 농민 집단이 시골을 점령하고 세금과 몸값을 징수하여 자금을 모으는 무장 세력에 대항하여 봉기했다. 일련의 의회에서 경멸적으로 크로칸이라 불리던 농민들은 군사 행동 계획을 세웠고 자신들의 땅에서 수비대를 성공적으로 축출했다. 이 의회들 간의 서신은 자신들의 무장 저항을 재산에 대한 부당한 요구에 대한 반대로 정당화했다. 앙리 4세의 즉위로 혼란스러운 정치 상황이 안정되자 반란은 끝났고, 농민들은 결국 이전에 요구했던 세금 감면을 받았다. 크로칸은 구체적인 목표를 가지고 그것을 달성했다. 1789년 대공포의 참가자들은 그렇게 말할 수 없었으며, 이는 이전 세기의 농민 반란의 또 다른 전형적인 패턴을 깨뜨렸다. 이 공황은 몇 주 이상 지속되었고 가장 노동 집약적인 달에 발생했다. 공동체 폭력은 적에 대항하는 많은 전술 중 하나일 뿐이었고, 16세기와 17세기 농민들은 공동체 정의의 유산을 바탕으로 늪과 같은 공동 방목 공간의 울타리 설치를 막거나, 빵 가격 인하를 요구하거나, 세금을 회피하기 위해 봉기할 수도 있었다. 그러나 루이 14세 통치 기간 동안, 대중 반란은 개혁을 위한 점차 실현 불가능한 선택지가 되었다. 왜냐하면 국가는 반란에 더 잘 대응할 수 있게 되었고 농민 반란의 핵심 문제들을 많이 해결했기 때문이다. 군사 구조 개혁은 프랑스 군인들이 프랑스 영토를 약탈하는 것을 막았고, 다른 세력과의 무력 충돌은 국내에서 벌어지지 않았다. 따라서 떠도는 도적떼의 위협은 특히 가슴 아픈 것이었고, 이는 프랑스 군주국이 이전 수년간 성공적으로 대처했던 무법의 시대를 떠올리게 했다.
1789년 대공포의 농민들과 16세기, 17세기 반란의 농민들 사이에는 많은 공통점이 있었지만, 그들은 부르봉 왕조의 통치와 그에 따른 해체의 경험에 의해 유연하게 변화했다. 군주제나 백성을 통치하고 보호할 대체 정부가 없었기 때문에 수확과 함께 생명 자체가 심각한 위험에 처하게 되었다.

## 내용주
1. ↑  Merriman 1996, 481쪽.
2. ↑  Lefebvre 1973, 121쪽.
3. ↑  Matossian, Mary Kilbourne, Poisons of the Past: Molds, Epidemics, and History. New Haven: Yale, 1989 (reedited in 1991) ISBN 0-300-05121-2
4. ↑  Lefebvre 1973, 118쪽.
5. 1 2 3 4  Lefebvre 1973, xi쪽.
6. ↑  Peter M. Jones, The Peasantry and the French Revolution, Cambridge, 1988, ch. 3.
7. ↑  Doyle 2002, 114–115쪽.
8. ↑  Albert Goodwin, The French Revolution, London: Hutchinson Univ. Library, 1970 ed, 71. ISBN 0-09-105021-9.
9. ↑  Merriman 1996, 482쪽.
10. ↑  Bercé 1990, 339쪽.
11. ↑  Bercé 1990, 39쪽.
12. ↑  Bercé 1990, 332쪽.
13. ↑  Bercé 1990, 322쪽.

## 더 읽어보기
- Furet, F.; Ozouf, M., 편집. (1989). 《A critical dictionary of the French Revolution》. Cambridge: Belknap Press. 45–53쪽. ISBN 978-0-6741-7728-4.